# 耶律敵剌
耶律敵剌（?—?），字合鲁隐，遥辇氏鲜质可汗之子。辽国政治、军事人物，契丹人。

## 经历
辽太祖建辽国，耶律敌剌与耶律海里同心辅政。太祖知道耶律敌剌忠实，命他掌管礼仪，并且掌管军事。后因定平内乱有功，替代萧辖里担任奚六部吐里，后去世。

## 爱好
敌剌善于骑射，颇好礼仪、文章。

## 传記資料
- 《遼史》卷74 列传第4